# Susie Bright

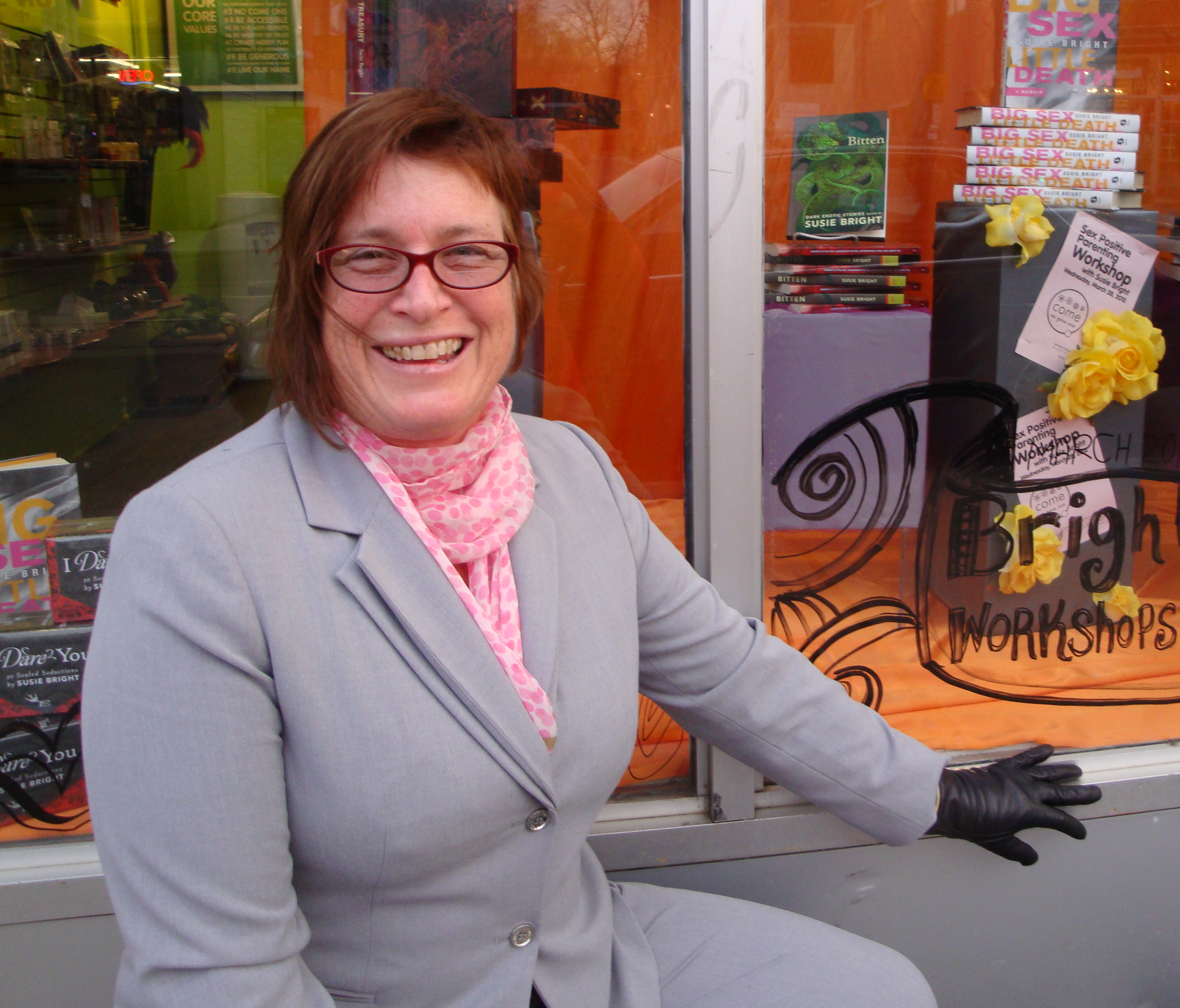
Susie Bright im Jahr 2012

Susannah „Susie“ Bright (* 25. März 1958 in Arlington, Virginia; auch bekannt als Susie Sexpert) ist eine amerikanische Autorin, Journalistin, Radiomoderatorin und Dozentin. Ihr Thema ist vor allem Sexualität. Bright war eine der ersten Frauen, die als sex-positive Feministin bezeichnet wurde.

## Jugend und Ausbildung
Bright wuchs in einer irisch-katholischen Familie auf. Ihr Vater war der Linguist William Bright. Während ihrer Highschool-Zeit gab sie ein Untergrund-Schülerzeitung mit dem Titel „The Red Tide“ heraus, die sich mit Themen wie Verhütung beschäftigte. Die Zeitung wurde regelmäßig vom Direktor ihrer Highschool beschlagnahmt. 1974 klagte sie ihr Recht ein, die Zeitung ohne vorherige Zensur veröffentlichen zu dürfen, und gewann den Fall Susannah Bright v. the Los Angeles Unified School District 1977 vor dem Supreme Court of California.
Nach der Schule engagierte sie sich in verschiedenen linken politischen Gruppen und war in der Antikriegsbewegung aktiv. Sie ist eine der Mitbegründerinnen der Teamsters for a Democratic Union. Nachdem die Gruppe auseinandergebrochen war, entschied sich Bright entgegen ihrer früheren Überzeugung aufs College zu gehen. Sie studierte zunächst Women’s Studies und Theater an der California State University, Long Beach und machte dann ihren Abschluss in Community Studies an der University of California, Santa Cruz.

## Karriere

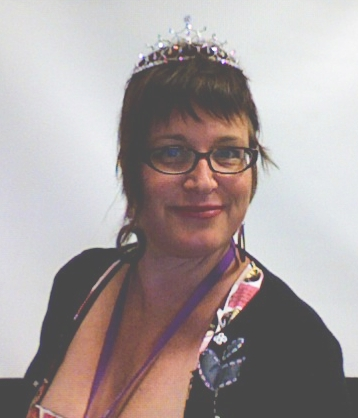
Susie Bright, 2007

Von 1982 bis 1986 arbeitete sie bei Good Vibrations, einem Sexshop, und verfasste nebenbei Kurzgeschichten und Gedichte. Nach einer Lesung eines ihrer Gedichte in einem Buchladen sprach Myrna Elana sie an, die gerade die erste Ausgabe des lesbischen Sexmagazins On Our Backs vorbereitete. Bright übernahm zunächst die Anzeigenabteilung des Magazins. Nachdem Elana On Our Backs nach der ersten Ausgabe verlassen hatte, übernahm Bright ab der zweiten Ausgabe ihre Position als Chefredakteurin. Ihre On Our Backs-Kolumnen bildeten später die Grundlage für die Susie Sexpert’s Lesbian Sex World-Bücher. Ihr Engagement bei On Our Backs endete 1990 nach einer Auseinandersetzung mit der zweiten Gründerin, Debi Sundahl.
Da sie die Aufgabe als Redakteurin nahezu unentgeltlich wahrnahm, arbeitete sie weiterhin bei Good Vibrations. bis ihr das Penthouse Forum 1986 eine monatliche Kolumne als Filmkritikerin für erotische Filme angebot. Seitdem verdient sie ihr Geld als freiberufliche Journalistin. Sie wurde im selben Jahr die erste Filmkritikerin für Pornofilme der X-Rated Critics Organization. Für ihre Verdienste wählte man sie 2002 in die XRCO Hall of Fame.
Sie begründete auch die erste erotische Buchreihe für Frauen, „Herotica“, und fungierte die ersten drei Ausgaben als Herausgeberin. 1993 startete sie die „The Best American Erotica“–Serie, die bis heute erscheint. Beim Film Bound arbeitete sie als Choreographin und Beraterin.
Am California Institute of the Arts in Valencia in Kalifornien unterrichtete sie das Fach „The Politics of Sexual Representation“, das erste Seminar über Pornographie an einer Universität.
Bright moderiert außerdem eine wöchentliche Radiosendung mit dem Titel „In Bed with Susie Bright“ auf Audible.com, in der sie über Themen wie Sex und Redefreiheit spricht.

## Privatleben
Susie Bright ist nach eigenen Angaben bisexuell. Zu Beginn der 80er lebte sie in einer Beziehung mit der Fotografin Honey Lee Cottrell, die ebenfalls für On Our Backs arbeitete. Bright wohnt heute mit ihrem Lebensgefährten und ihrer gemeinsamen Tochter in Santa Cruz, Kalifornien.

## Werke
- Susie Bright’s Sexual Reality: A Virtual Sex Reader. Cleis Press, 1992.
- Susies Sexperts Sexwelt für Lesben. Krug & Schadenberg, 1993, ISBN 3-930041-01-4.
- Susie Sexperts liederliche Lesbenwelten. Krug & Schadenberg, 1995, ISBN 3-930041-05-7.
- The Sexual State of the Union. Simon & Schuster, 1997.
- Susie Sexpert’s Lesbian Sex World. Cleis Press, 1998.
- Best of Susie Sexpert. Krug & Schadenberg, 2001, ISBN 3-930041-03-0.
- How to Write a Dirty Story. Simon and Schuster, 2002.
- Mommy's Little Girl: Susie Bright on Sex, Motherhood, Pornography, and Cherry Pie, Thunder’s Mouth. 2004.

## Belege
1. ↑  The Sixties Project